# Wiechlina granitowa
Wiechlina granitowa, wyklina granitowa (Poa granitica Braun-Blanq.) – gatunek rośliny wieloletniej należący do rodziny wiechlinowatych (Poaceae). Występuje tylko w Tatrach (endemit tatrzański). W polskich Tatrach jest dość pospolity w Tatrach Wysokich, w Tatrach Zachodnich stwierdzono występowanie tego gatunku tylko na Jarząbczym Wierchu, Błyszczu oraz w Dolinie Pysznej i Dolinie Bystrej.

## Morfologia
ŁodygaŹdźbło do 50 cm wysokości. Pod ziemią kłącze tworzące dość długie rozłogi. Pędy u podstawy źdźbła przebijają pochwy, a ich podstawa nigdy nie jest zgrubiała.
Liście2–5 mm szerokości. Języczek liści górnych o długości ok. 5 mm, na szczycie ucięty i nieco postrzępiony.
KwiatyZebrane w 3-7 kwiatowe kłoski, te z kolei zebrane w rozpierzchłą wiechę. Jej dolne cienkie i wiotkie gałązki wyrastają z głównej osi po 2-7, są zwisające lub silnie odstające. Kłoski mają długość 6–10 mm i wyrastają w górnej części gałązek. Są zielone z żółtobrunatnym lub czarnofioletowym wybarwieniem Plewka dolna jest tępa, u nasady pokryta wełnistymi włoskami, a na grzbiecie i nerwach bocznych jedwabistymi, bardzo gęstymi i długimi włoskami.
OwocZiarniak.

## Biologia i ekologia
Bylina, hemikryptofit. W Tatrach rośnie na wilgotnym granitowym podłożu, głównie na stokach północnych, północno-wschodnich lub wschodnich, najczęściej w żlebach. Występuje głównie w piętrze halnym i turniowym. Najwyżej położone stanowisko w polskich Tatrach znajduje się na Rysach na wysokości 2490 m, najniżej w Dolinie Suchej Wody (1350 m). Liczba chromosomów 2n = 64-94. Gatunek charakterystyczny klasy Thlaspietea rotundifolii i zespołu Luzuletum alpino-pilosae. Gatunek wyróżniający zespołu Oxyrio digynae-Saxifagetum carpaticae.

## Zagrożenia i ochrona
W Polsce gatunek objęty ścisłą ochroną gatunkową. Według klasyfikacji IUCN gatunek zagrożony lekkiego ryzyka (kategoria LR). Chroniona jest również Konwencją Berneńską.
Kategoria zagrożenia w Polsce według Polskiej Czerwonej Księgi Roślin (2001): LR (niższego ryzyka); 2014: NT (bliski zagrożenia). Umieszczona na polskiej czerwonej liście w kategorii NT (bliski zagrożenia).